# Tratado de Medina del Campo (1431)
El Tratado de Medina del Campo fue firmado en octubre de 1431 para sellar la paz entre el Reino de Castilla y el Reino de Portugal. La firma del mismo se produjo entre Juan I de Portugal y Juan II de Castilla y fue ratificado en Almeirim en enero de 1432.

## Contexto político
El control del poder por parte de Álvaro de Luna, desde mediados de 1429 hacia adelante, y seguramente también la muerte de la princesa Beatriz (hija de Fernando I de Portugal y viuda de Juan I de Castilla) al remover el último obstáculo para la paz, al fin estableció las condiciones adecuadas para la firma de una tratado de paz a cabalidad. Tal tratado fue firmado en Medina del Campo en octubre de 1431 y fue ratificado en Almeirim en enero de 1432. Marcó el fin de un largo periodo de confrontaciones y el establecimiento de una base económica y política para un entendimiento futuro. Por varios años, basados en estos últimos acuerdos, las relaciones entre los dos reinos fueron esencialmente amigables.